# Christian Joseph Jagemann
Christian Joseph Jagemann ([i̯àaġëman]) (Dingelstädt, 1735 – Weimar, 5 febbraio 1804) è stato un bibliotecario e studioso di letteratura italiana tedesco.

## Biografia
Contro il desiderio dei suoi genitori, Jagemann divenne monaco, entrando nel monastero agostiniano di Erfurt nel 1752. Dal 1762 visse nel convento di Santo Spirito di Firenze come prete cattolico. Nel 1770, svestitosi dell'abito, si convertì al protestantesimo e divenne bibliotecario per la corte della duchessa Anna Amalia di Brunswick-Wolfenbüttel.
Fu grande studioso della letteratura italiana, pubblicando varie antologie sulla poesia della penisola, una biografia di Galileo Galilei e diverse traduzioni di opere letterarie italiane. Fu seguito come bibliotecario di corte da Karl Ludwig Fernow.
Ebbe tre figli:
- Karoline Jagemann (1777-1848), attrice e cantante
- Ferdinand Jagemann (1780-1820), pittore
- Marianne Jagemann, moglie di Adolph Freiherr von Danckelmann dal 1806 al 1815

## Opere
- Geographische Beschreibung des Großherzogtums Toskana, Gotha, 1775.
- Geschichte der freien Künste und Wissenschaften in Italien, 5 vol, 1777-1781.
- Magazin der italienischen Literatur und Künste, 8 vol, 1780-1785.
- Italienisches Wörterbuch, 4 Bände, 1805.